# Теорема о существовании модели
Теорема о существовании модели — утверждение логики первого порядка, согласно которому любое непротиворечивое множество формул произвольной сигнатуры {\displaystyle \Sigma } имеет модель. Теорема Гёделя о полноте является естественным следствием этого утверждения.
Непротиворечивость множества {\displaystyle X} формул сигнатуры {\displaystyle \Sigma } — недоказуемость последовательности {\displaystyle \Gamma \vdash }, где все члены {\displaystyle \Gamma } принадлежат {\displaystyle X}; теорема утверждает о существовании модели для всякого такого множества.
Если бесконечное множество {\displaystyle X} формул сигнатуры {\displaystyle \Sigma } непротиворечиво, то {\displaystyle X} имеет модель {\displaystyle {\mathfrak {u}}} мощности, не превосходящей мощность множества {\displaystyle X}.  